# ژیان‌مرغ آبی کدر
ژیان‌مرغ آبی کدر (نام علمی: Ochthornis littoralis) گونه‌ای از پرندگان تیرهٔ ژیان‌مرغان است و تنها گونه از سردهٔ تک‌نماد Ochthornis است که در بولیوی، برزیل، کلمبیا، اکوادور، گویان فرانسه، گویان، پرو و ونزوئلا یافت می‌شود که زیستگاه طبیعی آن رودخانه‌ها است.